# Keith Hartley
Keith Chapman Hartley (Vancouver, 15 ottobre 1940) è un ex cestista canadese.

## Carriera
Con il Canada ha disputato i Giochi di Tokyo 1964 e il Torneo Pre-Olimpico FIBA 1964.